# 지축역
지축역(紙杻驛, Jichuk station)은 대한민국 경기도 고양시 덕양구 지축동에 있는 수도권 전철 3호선의 전철역이다. 이 역을 경계로 대화역 방향으로는 한국철도공사의 일산선, 오금역 방향으로는 서울교통공사의 지하철 3호선으로 나뉜다. 이 역부터 대화역까지 고양시 구간이다.

## 역사
- 1990년 4월 1일 : 지축역으로 역명 결정[1]
- 1990년 7월 13일 : 낮 12시(정오)를 기하여 서울 지하철 3호선 구파발 ~ 지축 구간 개통과 함께 종착역으로 영업 개시
- 1996년 1월 30일 : 일산선 지축 ~ 대화 구간 개통과 함께 중간역으로 전환, 건넘선 철거.

## 개요
역사 전체는 경기도 고양시 덕양구 내에 위치하고 있으나, 전반적인 유지 관리 업무는 서울특별시 산하 지방 공기업인 서울교통공사에서 담당한다. 과거 고양군 시절에 개통하였으므로, 대한민국에서 군(郡) 단위 지역에 최초로 영업을 개시한 도시철도역이기도 하다. 동부 역사는 기존부터 존재하여 왔던 서울교통공사의 서울 지하철 3호선이며, 서부 역사는 일산선 연결 당시 대한민국 철도청에서 건설하였던 한국철도공사의 일산선으로 하나의 역이 둘로 구분되어 있는 특징이 있다. 지축차량사업소로 들어갈 수 있는 통로가 승강장 서측 끝단에 있다.

## 역 구조
지상 2층 규모의 지상역으로, 지상 2층에 승강장이 있다. 대합실(맞이방) 및 역무 시설은 서울교통공사(1번 출구) 측과 한국철도공사(2번 출구) 측에 각각 별도로 개설되어 있으며, 개찰구와 출구가 각각 하나씩 있다. 각 출구는 서로 마주보고 있는 형태이다.
1990년 최초로 개통되었을 때에는 당시 서울 지하철 3호선이 6량이었으므로 서울지하철공사 구역만 건설되었다가, 1991년 일산선의 착공과 함께 10량으로 증설되면서 남은 4량의 구역을 대한민국 철도청에서 건설하였다. 따라서, 승강장의 관할 구역은 서울교통공사와 한국철도공사의 구역이 약 6:4의 비율로 나뉘어 있으며, 관할의 경계를 나타내는 표식이 선로 옆에 설치되어 있다. 다만, 스크린도어, 열차도착안내기는 모두 서울교통공사의 것만 설치되어 있다. 또한 2009년 1회용 교통카드 시행 이전에는 2번 출구의 승차권 자동발매기, 교통카드 인식 단말기(개집표기)는 한국철도공사에서 관리하였으나, 현재는 서울교통공사가 관리하며, 안내 표지판은 한국철도공사의 제품을 사용한다. 다만, 2번 출구의 정산은 한국철도공사가 하며, 승차량 통계 역시 각자 산출한다. 두 개찰구 모두 서울교통공사에서 관리하므로 두 개찰구 모두 개찰구 밖으로 나갔다가 15분 이내 개찰구 안으로 들어올 경우 환승으로 인정된다.

### 배선도
지축역과 지축차량사업소의 배선도는 다음과 같다. 1990년 7월 13일 개통 당시 승강장은 1면 1선(단선) 규모였기 때문에 3호선 전 열차의 회차를 처리하기에는 용량이 부족하여 일부 열차만 시·종착하였다. 이후 1996년 1월 30일 일산선 개통에 맞추어 철도청을 통해 승강장을 1면 2선으로 확장하여 현재 규모가 되었고, 건넘선이 철거되어 이 역에서 시·종착하는 열차는 폐지되었다. 지축차량사업소 인입선은 삼송역과 구파발역에만 연결되어 있다.

### 승강장
| 삼송 ↑   |
| 하 상 \| |
| ↓ 구파발 |

| 상행 | ● 수도권 전철 3호선 | 화정 · 대곡 · 백석 · 정발산 · 대화 방면                   |
| 하행 | ● 수도권 전철 3호선 | 구파발 · 연신내 · 충무로 · 옥수 · 도곡 · 수서 · 오금 방면 |

## 주변
| 나가는 곳 | 방면                                                      |
| --------- | --------------------------------------------------------- |
| 1         | 한국토지주택공사 고양사업본부 지축차량사업소 지축초등학교 |
| 2         | 통일로 방면                                               |

## 이용객 변동
역사 업무 전체 중 서울교통공사와 한국철도공사가 2개 운영권을 담당하고 있으나, 개찰구는 회사별로 각자 설치되어 있으며 운임 수익 정산도 따로 한다.
| 노선                | 노선   | 일평균 인원수 (명/일) | 일평균 인원수 (명/일) | 일평균 인원수 (명/일) | 일평균 인원수 (명/일) | 일평균 인원수 (명/일) | 일평균 인원수 (명/일) | 일평균 인원수 (명/일) | 일평균 인원수 (명/일) | 일평균 인원수 (명/일) | 일평균 인원수 (명/일) | 각주                  | 각주                  | 각주                  | 각주  |
| 노선                | 노선   | 2000년                | 2001년                | 2002년                | 2003년                | 2004년                | 2005년                | 2006년                | 2007년                | 2008년                | 2009년                | 각주                  | 각주                  | 각주                  | 각주  |
| ------------------- | ------ | --------------------- | --------------------- | --------------------- | --------------------- | --------------------- | --------------------- | --------------------- | --------------------- | --------------------- | --------------------- | --------------------- | --------------------- | --------------------- | ----- |
| 3호선(서울교통공사) | 승차   | 2,449                 | 2,537                 | 2,582                 | 2,437                 | 2,429                 | 2,593                 | 2,584                 | 2,803                 | 2,949                 | 3,057                 | [ 2 ]                 | [ 2 ]                 | [ 2 ]                 | [ 2 ] |
| 3호선(서울교통공사) | 하차   | 2,388                 | 2,438                 | 2,517                 | 2,400                 | 2,375                 | 2,590                 | 2,597                 | 2,861                 | 3,165                 | 3,291                 | [ 2 ]                 | [ 2 ]                 | [ 2 ]                 | [ 2 ] |
| 3호선(서울교통공사) | 승하차 | 4,837                 | 4,975                 | 5,099                 | 4,838                 | 4,804                 | 5,183                 | 5,181                 | 5,664                 | 6,113                 | 6,348                 | [ 2 ]                 | [ 2 ]                 | [ 2 ]                 | [ 2 ] |
| 3호선(일산선)       | 승차   | 129                   | 572                   | 638                   | 657                   | 0                     | 524                   | 547                   | 587                   | 644                   | 657                   | [ 3 ]                 | [ 3 ]                 | [ 3 ]                 | [ 3 ] |
| 3호선(일산선)       | 하차   | 106                   | 481                   | 518                   | 493                   | 0                     | 541                   | 561                   | 613                   | 698                   | 713                   | [ 3 ]                 | [ 3 ]                 | [ 3 ]                 | [ 3 ] |
| 노선                | 노선   | 일평균 인원수 (명/일) | 일평균 인원수 (명/일) | 일평균 인원수 (명/일) | 일평균 인원수 (명/일) | 일평균 인원수 (명/일) | 일평균 인원수 (명/일) | 일평균 인원수 (명/일) | 일평균 인원수 (명/일) | 일평균 인원수 (명/일) | 일평균 인원수 (명/일) | 일평균 인원수 (명/일) | 일평균 인원수 (명/일) | 일평균 인원수 (명/일) | 각주  |
| 노선                | 노선   | 2010년                | 2011년                | 2012년                | 2013년                | 2014년                | 2015년                | 2016년                | 2017년                | 2018년                | 2019년                | 2020년                | 2021년                | 2022년                | 각주  |
| 3호선(서울교통공사) | 승차   | 2,655                 | 1,810                 | 1,473                 | 1,405                 | 1,431                 | 1,356                 | 1,373                 | 1,214                 | 1,304                 |                       |                       |                       |                       | [ 2 ] |
| 3호선(서울교통공사) | 하차   | 2,920                 | 2,089                 | 1,696                 | 1,635                 | 1,575                 | 1,427                 | 1,421                 | 1,339                 | 1,470                 |                       |                       |                       |                       | [ 2 ] |
| 3호선(서울교통공사) | 승하차 | 5,575                 | 3,899                 | 3,169                 | 3,040                 | 3,006                 | 2,783                 | 2,794                 | 2,553                 | 2,774                 | 2,855                 | 5,141                 | 6,857                 | 9,278                 | [ 2 ] |
| 3호선(일산선)       | 승차   | 581                   | 394                   | 343                   | 311                   | 297                   | 263                   | 244                   | 218                   | 233                   | 249                   | 552                   | 738                   | 1,146                 | [ 3 ] |
| 3호선(일산선)       | 하차   | 631                   | 465                   | 425                   | 367                   | 298                   | 243                   | 214                   | 208                   | 234                   | 249                   | 537                   | 728                   | 1,127                 | [ 3 ] |

## 갤러리

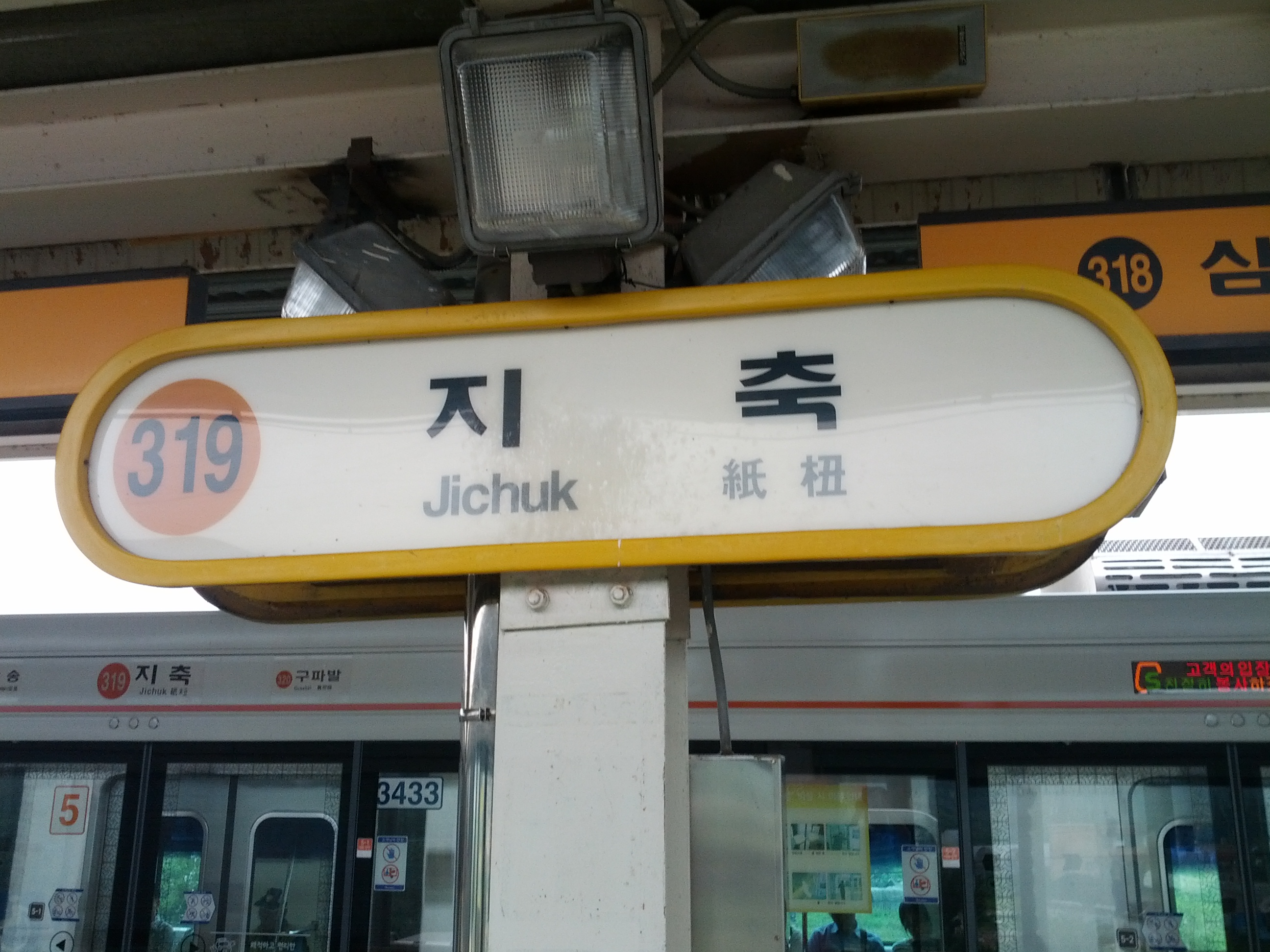
지축역 1(서울교통공사)
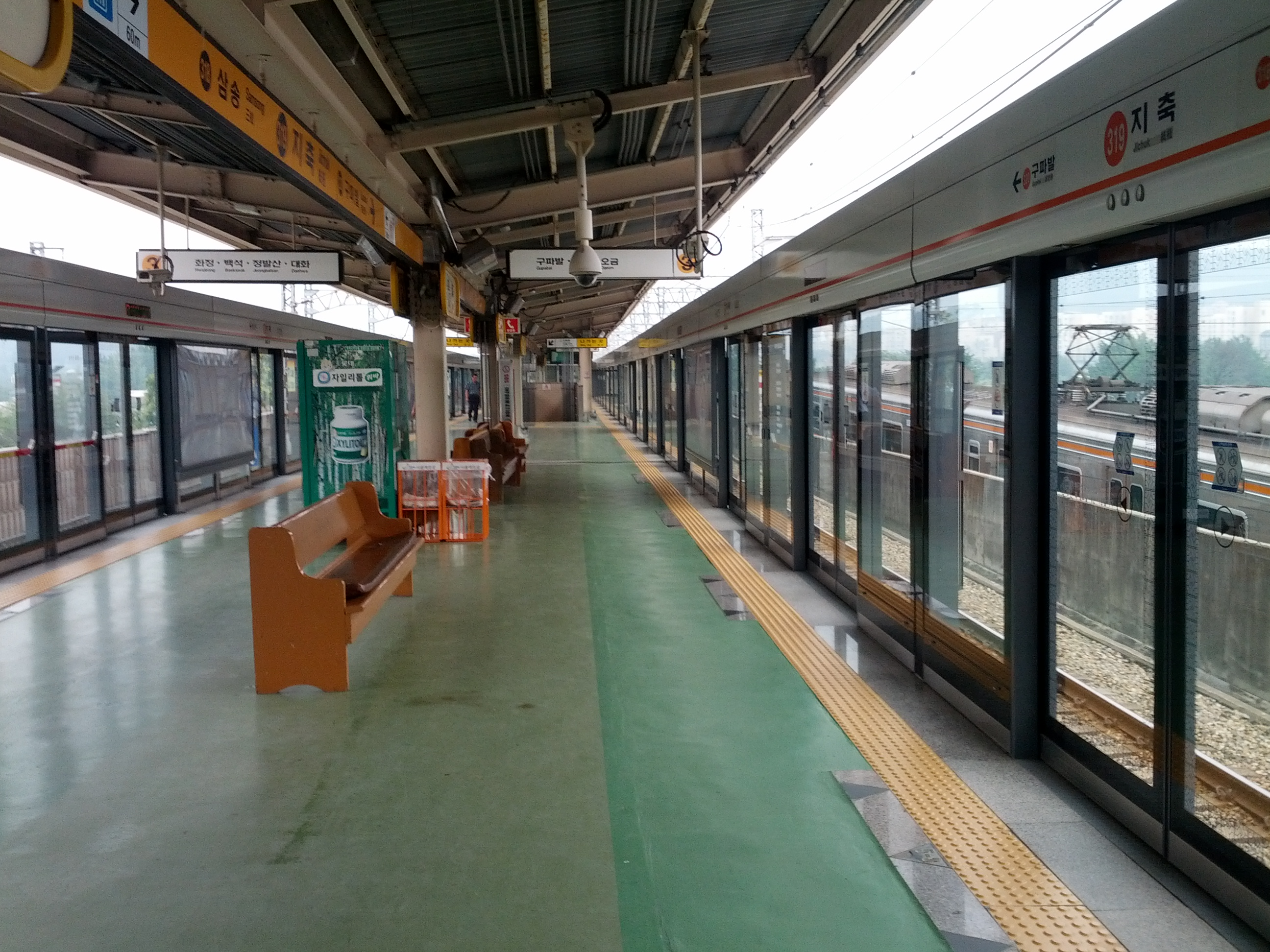
지축역 2(서울교통공사)
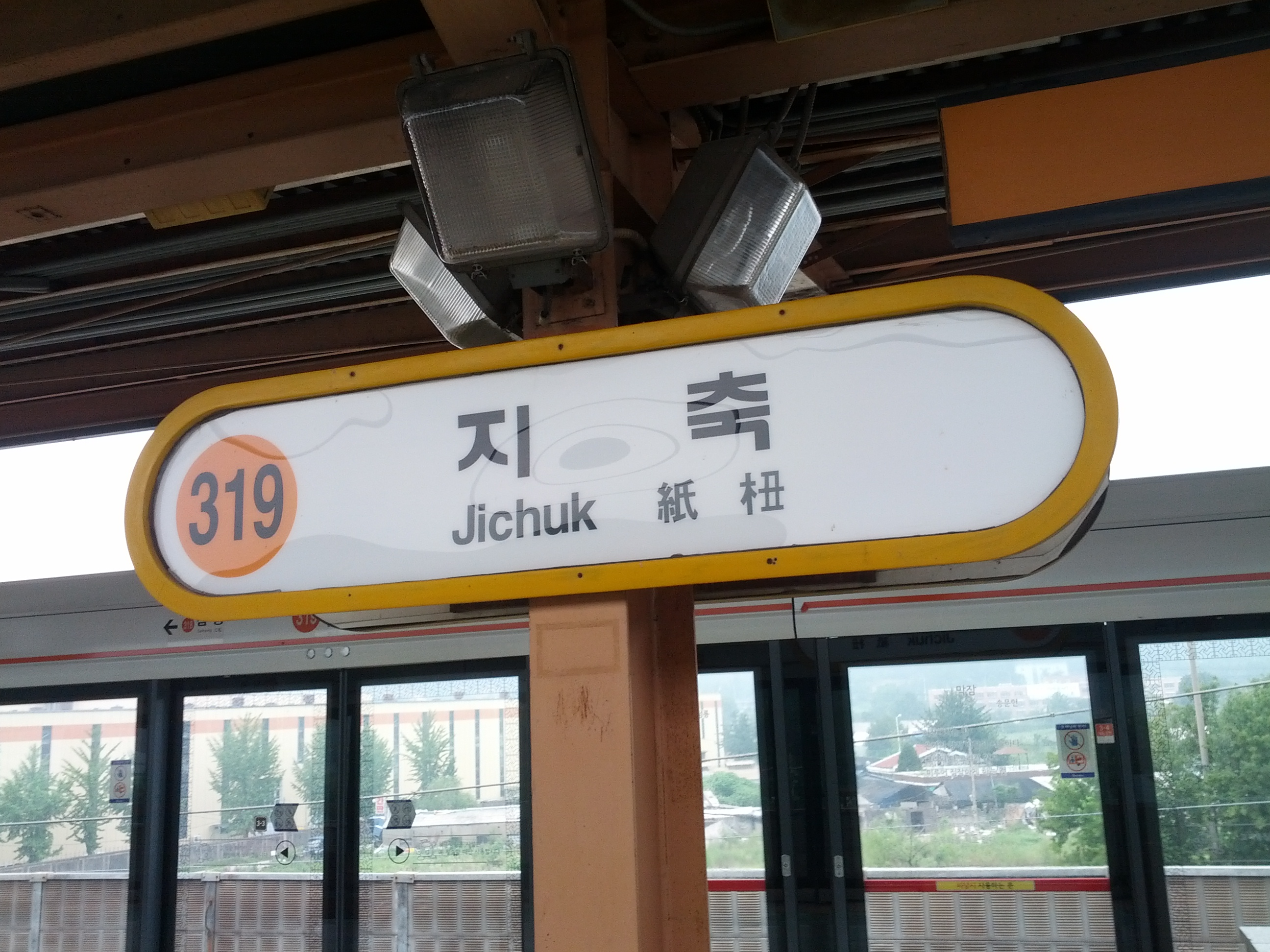
지축역 3(한국철도공사)
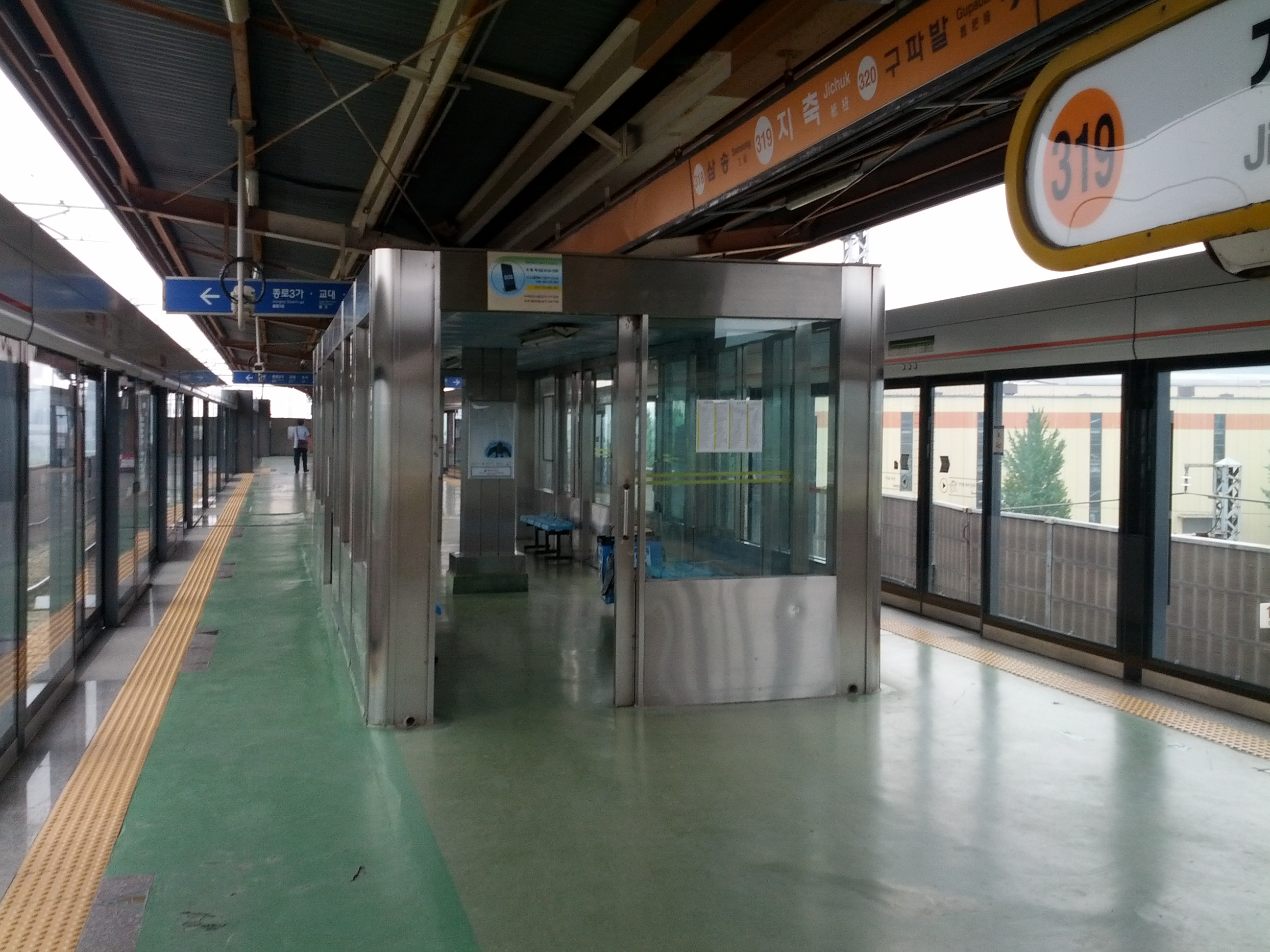
지축역 4(한국철도공사)
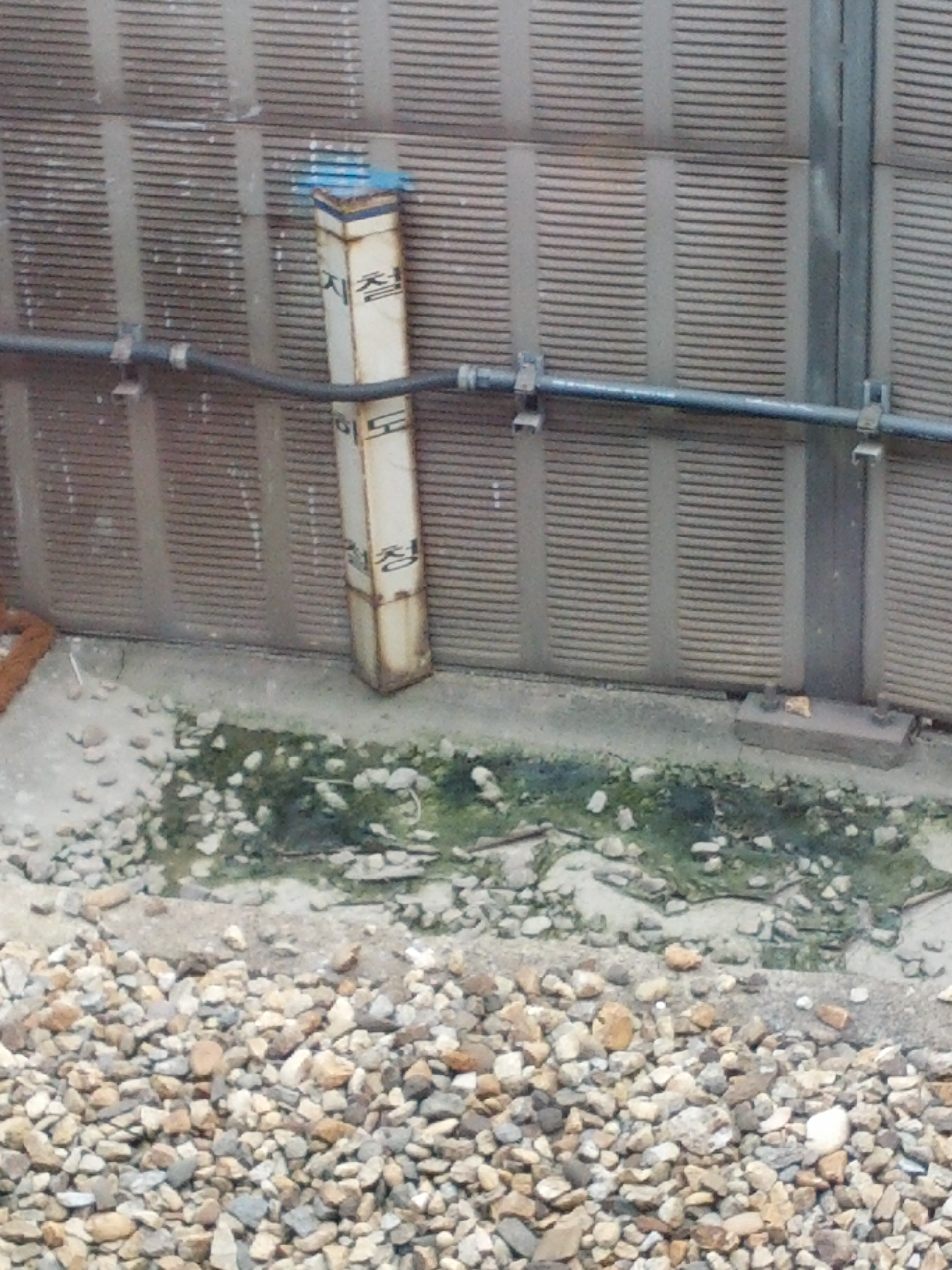
지축역 5(철도청-서울지하철 경계구간 이정표)
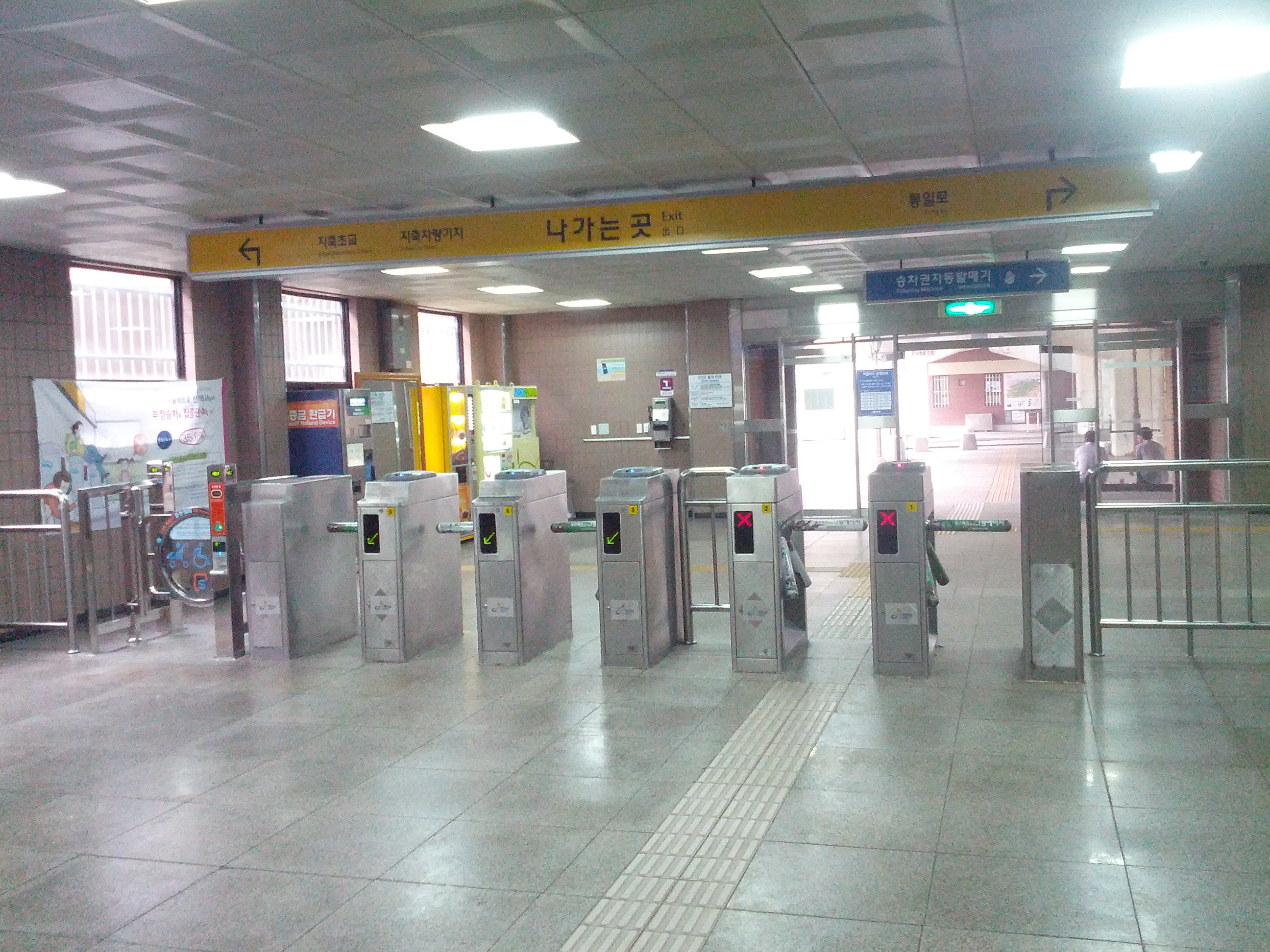
지축역 개찰구 6(한국철도공사 소속)
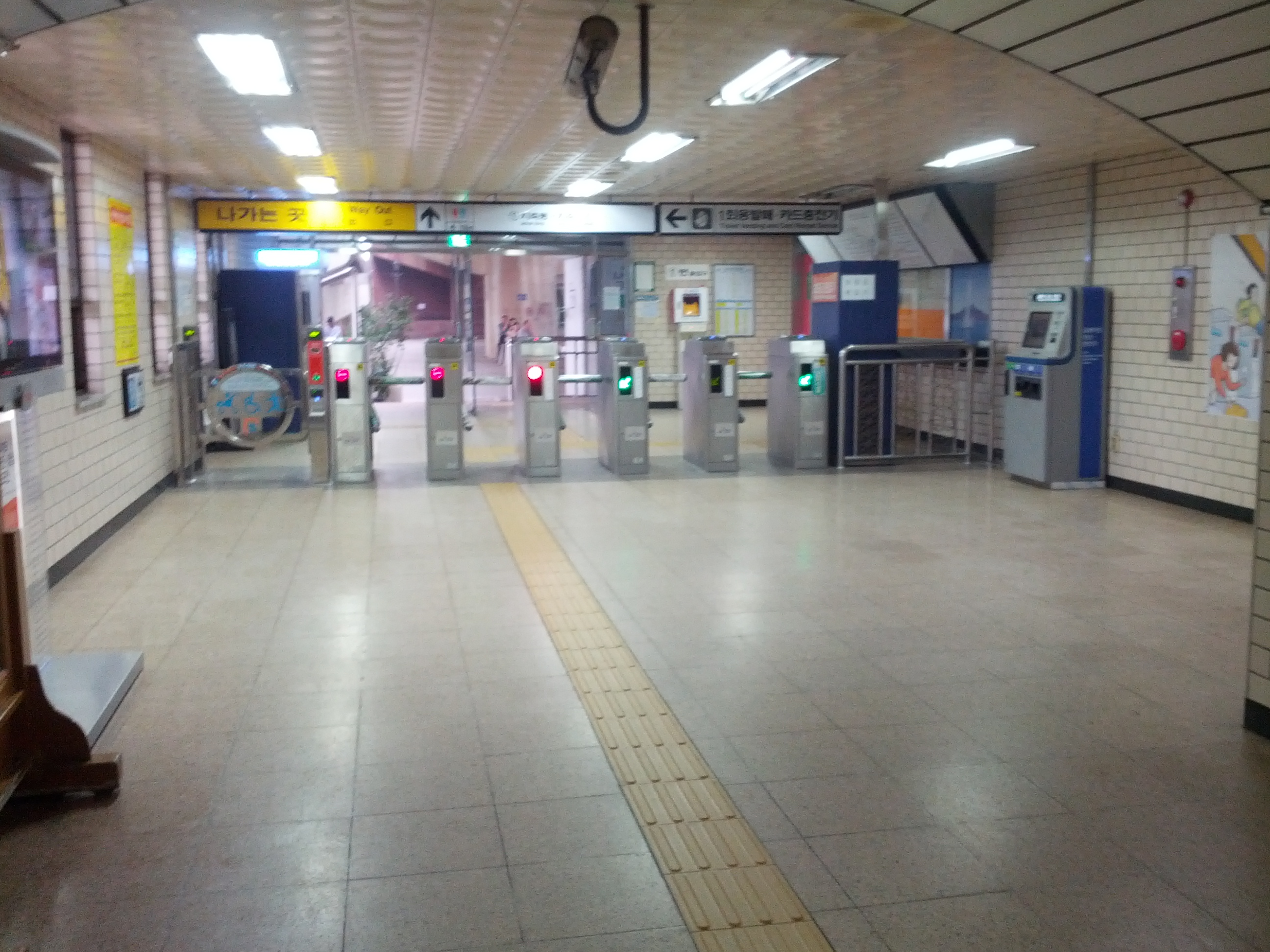
지축역 개찰구 7(서울교통공사 소속)

## 인접한 역
| 일산선 · 서울 지하철 3호선 | 일산선 · 서울 지하철 3호선 | 일산선 · 서울 지하철 3호선 |
| -------------------------- | -------------------------- | -------------------------- |
| 318 삼송 대화 방면         | ● 수도권 전철 3호선        | 320 구파발 오금 방면       |